# Rutil
Rutíl je mineral s kemično sestavo TiO2 in imenom titanov dioksid. Titanov dioksid najpogosteje kristalizira tetragonalno.
Titanov dioksid je spojina titana in kisika s kemijsko formulo TiO2. Uporablja se lahko kot beli pigment v različne namene (dodatek k barvam, lakom, premazom, dodatek k različnim kozmetičnim izdelkom in zdravilom, dodatek k hrani itd).
Titanov dioksid se v naravi nahaja v treh polimorfnih modifikacijah, kot rutil, anatas in brookit. Anatas in brukit lahko pretvorimo v rutilno obliko s segrevanjem. Rutil je najstabilnejša oblika in kristalizira v tetragonalnem kristalnem sistemu. Titanov ion v rutilu je oktaedrično koordiniran s šestimi kisikovimi ioni, kisikov ion pa s tremi titanovimi ioni v obliki trikotnika. Osnovna kristalna celica je sestavljena iz dveh molekul. Anatas je prav tako tetragonalen, vendar ima osnovna celica štiri molekule. Brookit ima ortorombsko strukturo in nima pigmentnih lastnosti, zato je tudi tehnološko manj zanimiv. 

## Nahajališča
Najpogostejši vir za pridobivanje titanovega dioksida so železove rude, predvsem ilmenit (FeTiO3), uporabljamo pa lahko tudi druge minerale kot so perovskit (CaTiO3), titanit (Ca2Ti(SO4)2), apatit, ter nekatere fosfatne peske. Glavna nahajališča ilmenita so v ZDA (Florida, Virginija, Severna Karolina), Avstraliji, Kanadi, na območju nekdanje Sovjetske zveze, Indiji, Južni Afriki in na Norveškem. Titanov dioksid kot rutil se nahaja predvsem v Avstraliji, ZDA, Braziliji, bivši Sovjetski zvezi, Severni Afriki in na Norveškem. Vsebnost titanovega dioksida v ilmenitu je med 30-60 %, odvisno od kvalitete nahajališča, v rutilu pa med 94 in 90 %. V ilmenitu se poleg titanovega dioksida v obliki anatasa nahajajo še železovi oksidi (FeO in Fe2O3) ter drugi kovinski oksidi MnO, MgO, CaO, ZrO2, SiO2, Zr2O3, V2O5, Cr2O5, P2O5 in v sledovih nekateri drugi elementi. Za proizvodnjo titanovega dioksida se uporablja tudi titanova žlindra, ki se pridobiva s taljenjem slabšega ilmenita s koksom v električnih pečeh. Tako pripravljena žlindra vsebuje do 85 % titanovega dioksida.

## Fizikalne in kemijske lastnosti
Titanov dioksid je pri normalnih pogojih trden, tališče ima pri 1840 oC. Pri visokih temperaturah je stabilen in kemijsko nereaktiven. Titanov dioksid pri gretju izgublja kisik ter ga pri počasnem ohlajanju v celoti pridobi nazaj. TiO2 z nestehiometrično strukturo ima električne in optične lastnosti, ki jih uporabljamo v različne namene. Njegova dielektričnost in prevodnost imata višji vrednosti kot je pričakovati glede na kemijsko sestavo in kristalno strukturo. Rutil in anatas imata visok lomni količnik, kar istočasno pomeni visoko pokrivno moč.  Titanov dioksid je netopen v vodi, alkalijah in večini kovin. Topi se v žveplovi (VI) kislini ter koncentriranih vodnih raztopinah vodikovega fluorida in vodikovega klorida.  Čisti titanov dioksid ni obarvan. To velja za vse tri modifikacije. Ob prisotnosti manjših količin drugih elementov ima razne barvne odtenke od rumene do črne. Elementi, ki povzročajo obarvanje, se vgrajujejo v kristalno mrežo TiO2 ali pa se adsorbirajo na površino delcev. Optične lastnosti pigmenta titanovega dioksida, ki so posledica interakcije med svetlobnim žarkom in materialom, so določene z lomnim količnikom, medtem ko je dielektrična konstanta karakteristična vrednost dielektričnih lastnosti v področju elektrokeramike. Titanov dioksid je polprevodnik. Pri sobni temperaturi je njegova prevodnost tako majhna, da ga lahko uporabljamo kot izolator. Z naraščanjem temperature od 30 na 420 oC pa se prevodnost  poveča 107-krat.
Glej tabelo spodaj: Lastnosti dveh najpogostejših modifikacij titanovega dioksida

Najprej so rudo predelovali s solno kislino, s katero so odstranili železo. Posušen ostanek so talili z natrijevim karbonatom, talino pa raztapljali v razredčeni klorovodikovi kislini. Kot pigment postane titan pomemben mnogo kasneje (leta 1918), ko se pojavi na ameriškem tržišču. Blumenfeld je leta 1920 izboljšal metodo hidrolize, ki se sedaj imenuje po njemu. Sredi leta 1939 je začela družba "E. I. du Pont de Nemours and Company" proizvodnjo pigmenta v mestu New Johnsonville, Tennessee,  tudi po kloridnem postopku. Pridobivanje TiO2   pigmenta iz titanovega tetraklorida z oksidacijo v parni fazi je pomenilo radikalno oddaljitev od sulfatnega procesa. Letna kapaciteta se je povečala na 45000 ton, od tega je bilo proizvedeno približno 10000 ton / leto po kloridnem postopku.

Bel čist titanov dioksid  zelo dobrih pigmentnih lastnosti nastane pri proizvodnji iz ilmenita, ki vsebuje od 35 do 55 % železovih oksidov. To je ena najbolj natančnih kemijskih operacij, čeprav se zdi paradoksalno, da vodi eden izmed najtemnejših mineralov do enega izmed najbolj belih pigmentov.

Sprva so bili TiO2  pigmenti anatasne kristalne oblike. Leta 1941 se je na ameriškem tržišču pojavila rutilna oblika in kasneje tudi prevladala. Rutilne pigmente odlikujejo večja pokrivna moč  in večja odpornost, prav tako tudi ostale želene lastnosti TiO2. Anatasni pigment se je obdržal še v papirni industriji in pri zunanjih stavbnih barvah.

Ko so predstavili na tržišču prve rutilne pigmente, proizvedene po kloridnem postopku, so imeli takšni pigmenti večjo pokrivno moč, boljšo barvo, učinkovitejšo disperzivnost ter manjše in enakomernejše osnovne delce kot pigmenti proizvedeni po sulfatnem postopku. Zato so proizvajalci, ki so delali po sulfatnem postopku, začeli intenzivno raziskavo v prepričanju, da izboljšane pigmentne lastnosti niso značilne samo za kloridni proces, temveč da je mogoče tudi po sulfatnem postopku dobiti enako kvaliteten pigment. To jim je uspelo doseči, zato kvaliteta pigmenta ni odvisna od tega, kateri od obeh postopkov je bil uporabljen, temveč so merila kakovosti drugje. Industrijsko pridobljeni titanov dioksid je kemično inerten, nestrupen in biološko neaktiven.

Največji proizvajalec titanovega dioksida v Sloveniji je Cinkarna Celje, kjer proizvajajo pigmentni titanov dioksid po sulfatnem postopku.                                                                                                               

## Uporaba
Pigmentni titanov dioksid (bulk) je najpomembnejši in najbolj uporabljan beli pigment, pri čemer se odvisno od namena uporabe uporabljata tako rutilna kot tudi anatasna kristalna modifikacija. Visok lomni količnik svetlobe pri obeh modifikacijah omogoča dobro razprševanja svetlobe v celotnem vidnem pasu, kar nam daje občutek bele barve. Pigmentni titanov dioksid se uporablja v različne namene kot na primer dodatek v lakih za avtomobile in gospodinjske aparate, v zidnih barvah, v papirju ter embalaži iz plastičnih mas. Zaradi njegove nestrupenosti, nedražljivosti kože in sluznice, dobre disperzibilnosti v organskih in anorganskih snoveh ga uporabljajo tudi v usnjarstvu, gumarstvu, pri matiranju sintetičnih vlaken, pri proizvodnji keramike, v farmaciji, pri proizvodnji prehrambenih barv in v kozmetiki. 
Nano-TiO2 je pomemben za električne prevodnike (elektrokeramika), optična stekla, za zaščito proti ultravijoličnim žarkom (kreme za sončenje), kot katalizator pri odstranitvi dušikovih oksidov iz  odpadnih plinov in kot katalizator razgradnje organskih spojin v odpadnih vodah.